# Sally Haley
Sally Haley (Bridgeport (Connecticut), 29 de junio de 1908 – Portland, 1 de septiembre de 2007) fue un pintor estadounidense. Su carrera abarcó gran parte del siglo XX y se le atribuye haber ayudado a expandir la escena artística emergente en Portland a mediados del siglo. Gran parte de su obra fue una aplicación de tempera al huevo, una técnica que deja una superficie plana y sin pinceles. Prefería temas domésticos y espacios interiores con indicios del espacio interior o exterior que se encontraba más allá.
Sally Haley estudió en la Universidad de Yale. Cruzó todo el país hasta llegar a Portland en 1947 con su marido Michele Russo, también artista. Haley y Russo eran una pareja apasionada, dentro de una subcultura artística comprometida durante la Portland de mediados del siglo XX. Ese grupo contribuyó a crear una escena artística pequeña pero dinámica. Al igual que Haley y Russo, estos artistas, entre ellos Carl e Hilda Morris, Louis Bunce y William Givler, provenían de la Costa Este o viajaban a menudo a ella, dejando una huella vívida en el clima intelectual de una escena artística aparentemente provinciana, geográficamente aislada de los principales centros del mundo artístico. Russo murió en 2004.
Haley y su esposo formaron parte de un grupo de artistas que ayudaron a crear una pequeña escena artística en Portland, que ahora forma parte del paisaje de la ciudad. La propia Haley era ampliamente conocida y elogiada por los críticos de arte por sus retratos y naturalezas muertas. Realizó numerosas exposiciones individuales y colectivas a lo largo de su dilatada carrera. Fue galardonada dos veces con retrospectivas: una en el Museo de Arte de Portland en 1975, que alberga su obra en su colección, y otra en el Marylhurst College en 1993. Haley recibió el prestigioso Premio del Gobernador de Oregón para las Artes en 1989. Su obra también forma parte de numerosas colecciones públicas y privadas, entre ellas, el Museo de Arte de Tacoma en Washington, el Museo de Arte Hallie Ford de la Universidad de Willamette en Salem (Oregón), la American Telephone and Telegraph Company de Nueva York y el Banco de la Reserva Federal de San Francisco (California), la Fundación Kaiser y el Auditorio Cívico de Portland en Oregón.
Haley fue una de las muralistas que participaron en la pintura de murales de oficinas postales como parte del Proyecto Federal de Arte. Completó el mural de 3,6 metros de largo, "Correo: El Eslabón Conectador", en McConnelsville (Ohio) en 1938. Si bien su obra más grande era la de representar la naturaleza, no era su tema predilecto. Prefería temas domésticos y espacios interiores con alusiones al espacio interior o exterior que se extendía más allá.